# Emil Petersson i Karlskrona
För andra med samma namn, se Emil Petersson.
Emil Petersson (i riksdagen kallad Petersson i Karlskrona), född 14 april 1880 i Eringsboda, död där 4 juni 1964, var en svensk lärare, tidningsman och politiker (folkpartist). 
Emil Petersson, som var son till en bagarmästare, utbildade sig till folkskollärare i Växjö 1901 och arbetade som sådan i Föra 1901–04 och i Karlskrona 1904–40. I Karlskrona var han även ledamot av stadsfullmäktige 1920–50 och hade också uppdrag i landstinget, sjukkasserörelsen och lokala trafikbolag.
Han var riksdagsledamot 1940–51. Mellan 7 maj och 15 november 1940 i andra kammaren för Blekinge läns valkrets och därefter i första kammaren för Blekinge läns och Kristianstads läns valkrets. I riksdagen var han bland annat suppleant i statsutskottet 1941–46 och ledamot i bankoutskottet 1947–50. Han var särskilt engagerad i fiskeripolitik samt i frågor om statsanställdas situation.
Emil Petersson var också engagerad i nykterhetsrörelsen och var även vd och ansvarig utgivare för AB Blekinge Läns Tidning 1938–56.